# Voyage of the Acolyte
Voyage of the Acolyte je první sólové studiové album anglického kytaristy Stevea Hacketta. Vydáno bylo v říjnu roku 1975 společností Charisma Records. Jde o Hackettovo jediné album, které vydal v době členství ve skupině Genesis. Na desku přispěli také dva další členové této skupiny – Phil Collins a Mike Rutherford.

## Seznam skladeb
Autorem všech skladeb je Steve Hackett, pokud není uvedeno jinak
1. Ace of Wands – 5:23
2. Hands of the Priestess, Part I – 3:28
3. A Tower Struck Down (Steve Hackett, John Hackett) – 4:53
4. Hands of the Priestess, Part II – 1:31
5. The Hermit – 4:49
6. Star of Sirius – 7:08
7. The Lovers – 1:50
8. Shadow of the Hierophant (Steve Hackett, Mike Rutherford) – 11:44

## Obsazení
- Steve Hackett – kytara, mellotron, harmonium, zvony, autoharfa, zpěv, efekty
- John Hackett – flétna, syntezátor, zvony
- Mike Rutherford – baskytara, basové pedály
- Phil Collins – bicí, perkuse, vibrafon, zpěv
- John Acock – syntezátor, mellotron, harmonium, klavír
- Sally Oldfield – zpěv
- Robin Miller – hoboj, anglický roh
- Nigel Warren-Green – violoncello
- Percy Jones – baskytara
- John Gustafson – baskytara